# Peribsen
Peribsen 
| pr | ib | s | n |

 var den fjerde farao i det andet dynasti. Han regerede i 17 år ca. 2700 fvt.
Han tog først Horus-navnet Sekhemib, Mægtig af Hjerte. Dette navn blev skrevet i en serekh med Horus' falk ovenpå som traditionen bød. Senere skiftede han navn til Peribsen, Alle Hjerters Håb. Dette navn blev skrevet i en serekh med Seths dyr ovenpå. Han kaldes derfor ofte Seth-Peribsen (men sjovt nok ikke Hor-Sekhemib). Dette er det eneste eksempel på et Seth-navn vi kender. Hans efterfølger Khasekhemwy brugte en serekh med begge symboldyr. Derefter ser vi aldrig mere Sethdyret på en serekh.
I Peribsens regeringstid var der strid i Ægypten, og kongens navneskrift kan skyldes at Seths tilhængere fik overtaget.
Også med hensyn til gravsted brød han traditionen. Hans forgængere som farao i andet dynasti er alle begravet i Saqqara. Peribsen er begravet på samme gravplads i Abydos hvor også første dynastis faraoer hviler. Dette må nok ses som udtryk for at Øvre Ægypten igen har overtaget magten i dobbeltriget.